# Graçay
Graçay – miejscowość i gmina we Francji, w Regionie Centralnym, w departamencie Cher.
Według danych na rok 1990 gminę zamieszkiwało 1559 osób, a gęstość zaludnienia wynosiła 49 osób/km² (wśród 1842 gmin Regionu Centralnego Graçay plasuje się na 256. miejscu pod względem liczby ludności, natomiast pod względem powierzchni na miejscu 310.).